# Rathaus (Jettingen)

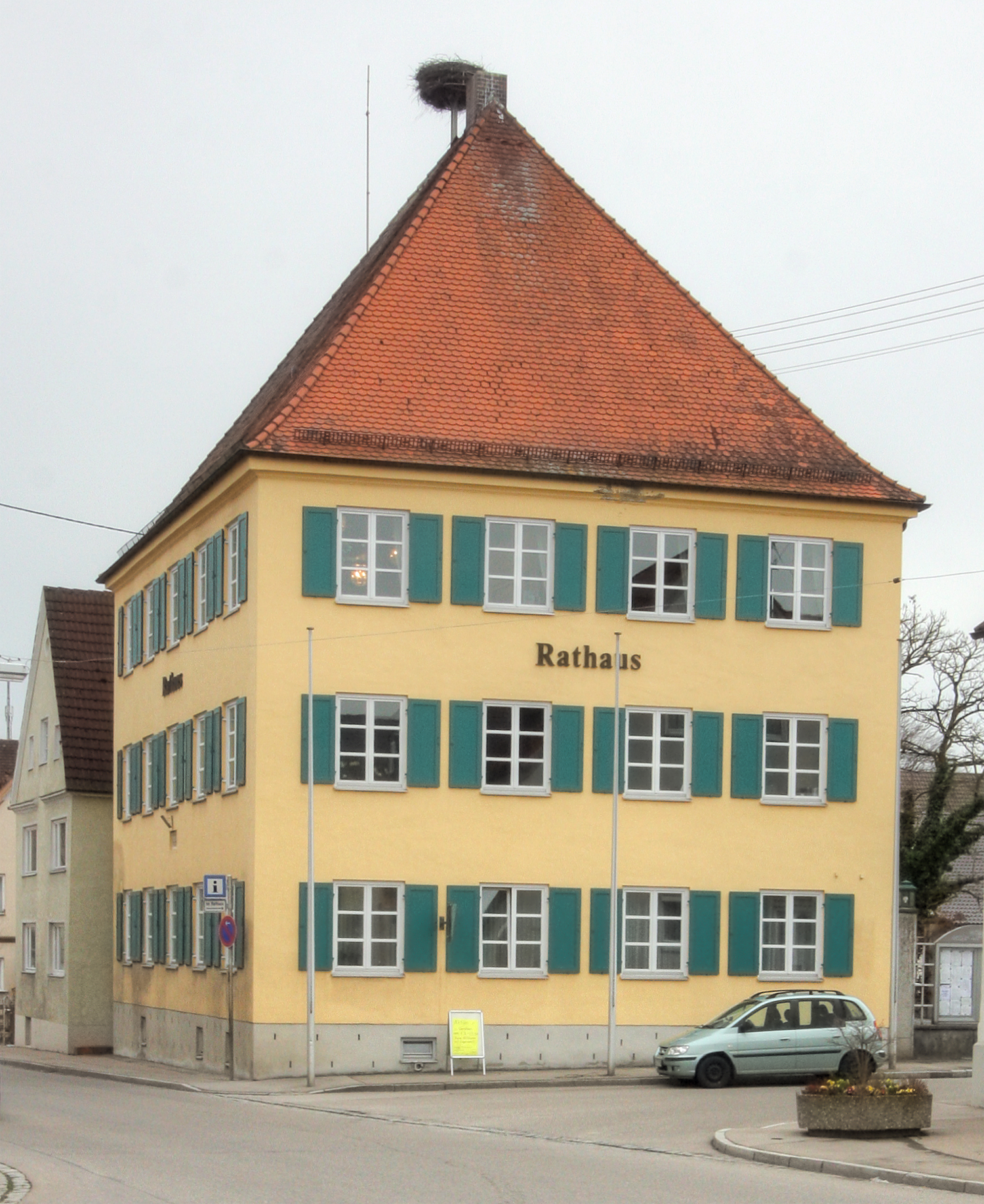
Rathaus in Jettingen

Das Rathaus in Jettingen, einem Ortsteil der Marktgemeinde Jettingen-Scheppach im schwäbischen Landkreis Günzburg in Bayern, wurde in der zweiten Hälfte des 18. Jahrhunderts als Schulhaus errichtet.

## Baugeschichte
Der dreigeschossige Massivbau mit hohem Walmdach hat fünf zu vier Fensterachsen. Die barocke zweizonige und dreischiffige Zimmermannskonstruktion mit liegendem Stuhl, V-förmigem Windverband und einem Hängewerk an der südlichen Schmalseite des Walmes ist original erhalten. Der Keller weist Tonnengewölbe auf.
Den Wettbewerb für die Erweiterung des Rathauses gewann 2016 Architekt Arthur Numrich. Vorsitzende der Jury war Uta Graff.

## Baudenkmal
Das Rathaus an der Hauptstraße 55 ist ein geschütztes Baudenkmal.